# Paolo Colonna
Paolo Colonna (né le 24 mars 1987 à Altamura) est un coureur cycliste italien.

## Palmarès
- 2006
  - 2e du Gran Premio San Gottardo
- 2010
  - 3e de la Coppa Messapica
- 2011
  - 3e du Piccola Sanremo
- 2013
  -  Champion d'Italie élites sans contrat
  - Trophée Rigoberto Lamonica
  - 3e étape du Tour du Frioul-Vénétie julienne
  - 2e du Grand Prix San Giuseppe
  - 2e de la Coppa Cicogna
  - 2e de la Coppa Collecchio
  - 3e du Grand Prix Colli Rovescalesi
  - 3e du Trophée MP Filtri

## Classements mondiaux
| Année           | 2010 | 2011   | 2012 | 2013 |
| --------------- | ---- | ------ | ---- | ---- |
| UCI Europe Tour | 797e | 1 030e | 876e | 332e |